# Cimitarra
Cimitarra – miasto w Kolumbii, w departamencie Santander.